# Пфафшвенде
Пфафшвенде (нем. Pfaffschwende) — община в Германии, в земле Тюрингия. 
Входит в состав района Айхсфельд. Подчиняется управлению Эрсхаузен/Гайсмар.  Население составляет 350 человек (на 31 декабря 2010 года). Занимает площадь 4,03 км².